# 缪中
缪中（1989年12月—），安徽芜湖人，汉族，中国共产党党员。中华人民共和国政治人物、第十三届全国人民代表大会解放军和武警部队代表。

## 生平
2018年，缪中被选为解放军和武警部队出席第十三届全国人民代表大会代表。缪中曾是第71集团军的机关参谋，转岗连队干部。担任第71集团军某特战旅“党支部建设模范红三连”政治指导员。2019年初，缪中由于工作实绩突出，被选调到集团军机关工作。2020年，为第71集团军政治工作部保卫处干事。相关报道照片显示，缪中军服领章为“两杠一星”，少校军衔。
中国人民解放军73071部队政治工作部宣传科原科长缪中受撤销党内职务处分。2021年12月20日，陆军选举委员会召开会议，接受其辞去第十三届全国人民代表大会代表职务。2022年2月28日，全国人民代表大会常务委员会确认接受缪中辞去第十三届全国人民代表大会代表职务。